# ادوارد لیندبرگ
ادوارد لیندبرگ (انگلیسی: Edward Lindberg؛ ۹ نوامبر ۱۸۸۶ – ۱۶ فوریه ۱۹۷۸) دونده اهل ایالات متحده آمریکا بود.
وی در مسابقات کشوری و بین‌المللی در مجموع برندهٔ ۱ مدال طلا، ۱ مدال برنز شده‌است.